# Tamboril do Piauí
Tamboril do Piauí is een gemeente in de Braziliaanse deelstaat Piauí. De gemeente telt 3.037 inwoners (schatting 2009).